# Rubenow
Rubenow est une municipalité allemande du land de Mecklembourg-Poméranie-Occidentale et l'arrondissement de Poméranie-Occidentale-Greifswald.
La centrale nucléaire de Greifswald se situe sur son territoire.